# 陈日彪
陈日彪（1967年12月—），男，中华人民共和国外交官，现任中华人民共和国驻釜山总领事。

## 生平
陈日彪曾任驻温哥华总领事馆领事、侨务组组长。2011年，任驻格林纳达大使馆政务参赞、首席馆员。2015年，任驻荷兰大使馆参赞，后升任公使衔参赞、首席馆员。2022年10月，出任中华人民共和国驻釜山总领事。